# Ligne 7 (S-Bahn Rhin-Main)
Pour les articles homonymes, voir Ligne 7 et S7.
 (février 2024).
Si vous disposez d'ouvrages ou d'articles de référence ou si vous connaissez des sites web de qualité traitant du thème abordé ici, merci de compléter l'article en donnant les références utiles à sa vérifiabilité et en les liant à la section « Notes et références ».
La ligne S7 fait partie du réseau de la S-Bahn Rhin-Main. Elle relie Frankfurt Hauptbahnhof à Riedstadt.

## Historique
Inaugurée en 2002, elle compte actuellement 10 stations pour une longueur de 35,2 km. 